# Konrad Baumann
Konrad Baumann (* 15. November 1991 in Berlin) ist ein ehemaliger deutscher Schauspieler. 
Zum Film kam er durch seine Eltern, die als Filmkomponist bzw. Kostümbildnerin arbeiten. Er lebt mit seinem Bruder und seinen Eltern in München.
Sein Debüt gab er 2002 in dem Pro7-Fernsehfilm Santa Claudia. Größere Bekanntheit erreichte Baumann durch die Rolle des „Juli“ in den Kinofilmen Die Wilden Kerle 2 und Die Wilden Kerle 3. 2007 war er in Blöde Mütze! zu sehen. Zudem spielte er im backstageKlub des Münchner Volkstheaters in Leonce und Lena von Georg Büchner mit.
Inzwischen ist er Tontechniker und DJ.

## Filmografie
- 2002: Santa Claudia (TV)
- 2005: Die Wilden Kerle 2
- 2006: Die Wilden Kerle 3
- 2007: Blöde Mütze!

## Auszeichnungen
- 2007 Kinder-Medien-Preis Der weiße Elefant für seine Rolle in Blöde Mütze!